# Paul Di'Anno
Paul Andrews (Londres, 17 de maio de 1958 – Salisbury, 21 de outubro de 2024), também conhecido como Paul Di'Anno, foi um cantor e compositor britânico, conhecido por ter sido vocalista da banda de heavy metal Iron Maiden entre 1977 a 1981, quando substituiu Paul Day, vocalista original da banda.

## Carreira

### Iron Maiden
Paul cresceu em Chingford, subúrbio de Londres, e durante a adolescência cantou em várias bandas de rock enquanto trabalhava como açougueiro e cozinheiro.
Entrou no Iron Maiden após a saída de Dennis Wilcock, sendo apresentado a Steve Harris pelo baterista Doug Sampson, um velho amigo de Steve que tocou com ele na banda Smiler. Foi nesta época que Paul adotou o sobrenome "Di'Anno" — que depois ele usaria para afirmar ser descendente de italianos.
O primeiro teste com Paul não ocorreu, porque Paul foi preso pela polícia ao ameaçar um homem com uma faca em via pública, mas Paul acabou entrando na banda e gravando o primeiro álbum em 1980, Iron Maiden, que tornou-se um clássico do gênero, misturando punk com riffs de heavy metal e alguns elementos de rock progressivo. Em 1981, Paul gravou o segundo álbum, Killers, e um EP, Maiden Japan.
Tensões começaram a surgir na banda por causa do comportamento de Paul. Alguns shows chegaram a ser cancelados por falta de vontade ou pelo estado em que Paul se encontrava, pelo uso excessivo de bebidas alcoólicas e outras drogas. Por causa desses problemas, e alegando que a voz dele não se encaixava na proposta da banda, porque o estilo dele era mais próximo do punk rock, a banda resolveu substituí-lo por outro vocalista que conseguisse cumprir os compromissos das turnês, e acabaram escolhendo o ex-vocalista do Samson, Bruce Dickinson. Segundo o jornal Daily Mail, Di'Anno recebeu cerca de 50 mil libras por direitos autorais ao deixar a banda aos 23 anos.

### Di'Anno
Após a saída do Iron Maiden, Paul montou uma banda própria chamada Di'Anno, com Lee Slater e P.J. Ward nas guitarras, Kevin Browne no contrabaixo, Mark Venables nos teclados e Dave Irving na bateria. A banda perdurou por dois anos, gravando apenas um álbum (Di'Anno) em 1984.
Em 1999 e 2000, Paul se reuniu com os músicos brasileiros para gravação do CD Nomad. Com Paulo Turin, guitarrista que já havia trabalho com Paul Di'Anno na Battlezone; Chico Dehira, guitarrista da banda Karma; Felipe Andreoli que logo se tornou baixista do Angra; e Aquiles Priester, baterista do Hangar e depois do Angra. O CD teve uma turnê no Brasil mas teve uma turnê cancelada nos Estados Unidos devido a problemas de Paul com imigração.

### Battlezone
Em 1985, Di'Anno criou a banda Battlezone, com a qual fez shows por quatro anos e gravou três álbuns: Fighting Back, Children of Madness e Warchild.

### Killers

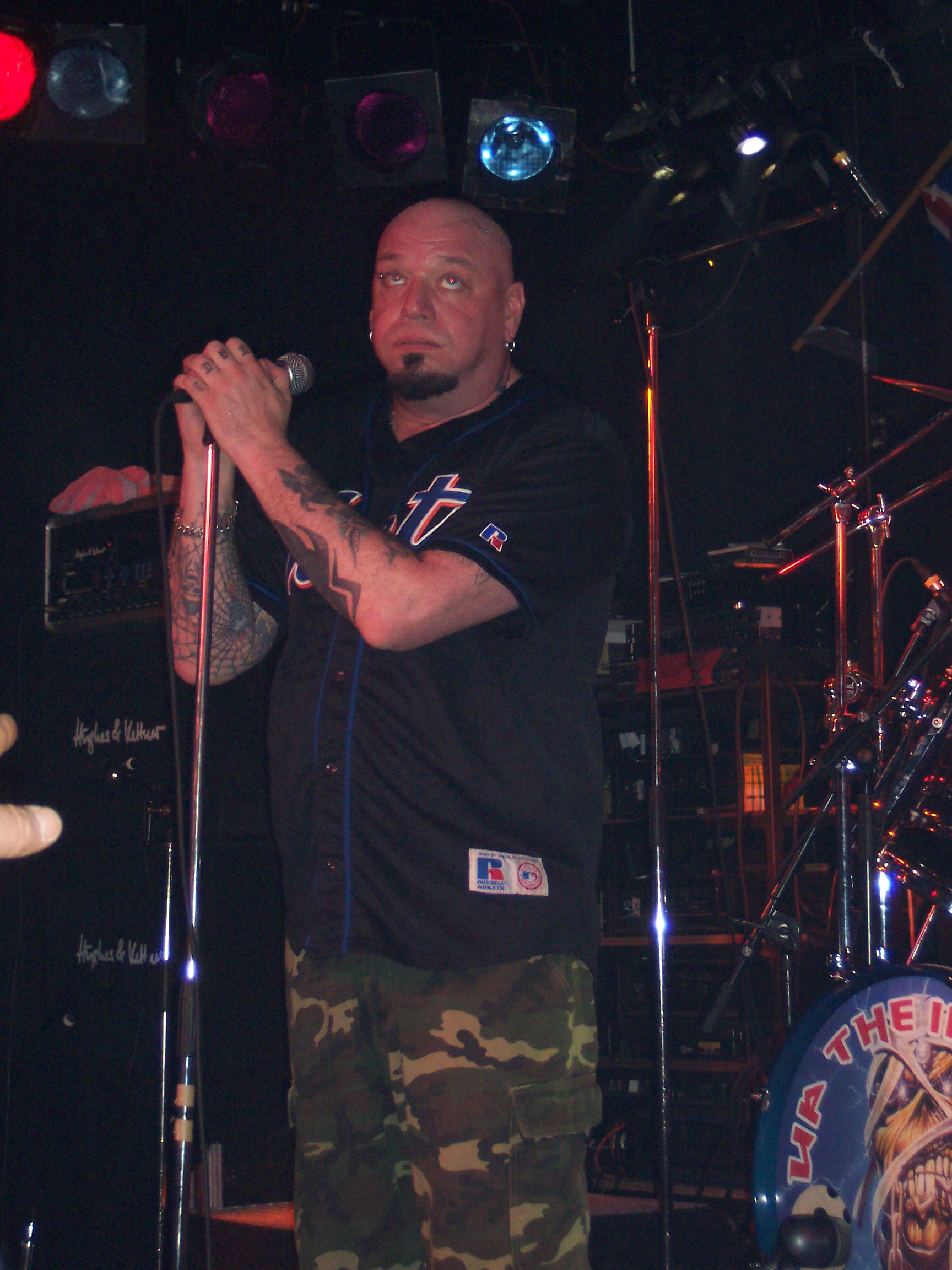
Di'Anno em 2003

Após o fim da Battlezone, Paul e Steve Hopgood (também integrante do Battlezone) decidiram formar uma nova banda, que Paul nomeou Killers, em homenagem ao seu segundo álbum no Iron Maiden.

### Rockfellas
Em 2011, Paul se uniu a músicos brasileiros como Canisso (baixista dos Raimundos), Marcão (ex-guitarrista do Charlie Brown Jr.) e Jean Dolabella (ex-baterista do Sepultura) para a formação de uma nova banda. Após um concurso em sua página no MySpace, a banda ganhou o nome de Rockfellas, iniciando uma turnê pelo Brasil. Após o Rockfellas, em suas últimas turnês pelo Brasil, Paul teve o apoio da banda porto-alegrense Scelerata em seus shows.

### The Beast is Back
No ano de 2015, Paul voltou ao Brasil em sua turnê "The Beast is Back", afirmando que esta seria sua última no país. Nesta turnê, o cantor foi acompanhado por músicos do Rio de Janeiro, contando com Vinnie Tex (guitarra), Thiago Velasquez (baixo) e o baterista Braulio Drumond, que atualmente fazem parte da banda da norte americana Leather Leone. Paul fez oito apresentações pelo país. Esses integrantes viriam fazer parte da nova banda de Paul, porém por problemas com a saúde, o vocalista teve que pausar suas atividades, deixando o projeto em standby. Em seus últimos anos em atividade, Paul se locomovia com cadeira de rodas.

### Warhorse
No início de 2022, Paul Di'Anno fundou uma nova banda ao lado de Hrvoje Madiraca e Ante "Pupi" Pupačić, chamada Warhorse.

## Saúde e morte
Um crowdfunder foi lançado em janeiro de 2021 para ajudar a arrecadar dinheiro para a cirurgia no joelho do cantor, após vários anos de problemas de saúde. Em outubro de 2021, o crowdfunding atingiu sua meta, à qual Di'Anno agradeceu calorosamente a todos pelo apoio. Em novembro de 2021, Di'Anno se mudou para a Croácia para se submeter a tratamento e cirurgia no joelho. Após a cirurgia bem-sucedida, Di'Anno confirmou relatos de que o Iron Maiden ajudou a pagar a parte final de seu tratamento na Croácia.
Di'Anno morreu em sua casa em Salisbury, em 21 de outubro de 2024, aos 66 anos. A gravadora Conquest Music confirmou sua morte no mesmo dia e afirmou que Di'Anno morreu após "ser incomodado por graves problemas de saúde nos últimos anos que o restringiram a se apresentar em uma cadeira de rodas". A autópsia confirmou que a causa da morte de Di'Anno foi uma parada cardíaca, ele sofreu uma ruptura do pericárdio e faleceu instantaneamente.

## Discografia

### Com Iron Maiden
- The Soundhouse Tapes (1979)
- Iron Maiden (1980)
- Live!! +one (1980)
- Killers (1981)
- Live at the Rainbow (1981)
- Maiden Japan (1981)
- 12 Wasted Years (1987)
- The First Ten Years (1990)
- Best of the Beast (1996)
- Ed Hunter (1999)
- BBC Archives (2002)
- Best of the 'B' Sides (2002)
- The History of Iron Maiden – Part 1: The Early Days (2004)
- The Essential Iron Maiden (2005)

### Com Di'Anno
- Live at the Palace (VHS, 1984)
- Di'Anno (1984)
  - "Flaming Heart" (1984)
  - "Heartuser" (1984)
- Nomad (2000)
- Live at the Palace (DVD, 2005)

### Solo
- The World's First Iron Man (1997)
- As Hard as Iron (1997)
- Beyond the Maiden (compilação, 1999)
- The Masters (compilação, 1999)
- The Beast (ao vivo, 2001)
- The Beast in the East (ao vivo, 2003)
- The Living Dead (2006)
- The Maiden Years - The Classics (compilação, 2006)
- Iron Maiden Days & Evil Nights (compilação, 2007)
- Wrathchild - The Anthology (compilação, 2012)
- The Beast Arises (DVD, 2014)
- Hell Over Waltrop - Live In Germany (ao vivo, 2020)
- The Book Of The Beast (compilação solo, 2024)

### Com Battlezone
- Fighting Back (1986)
- Children of Madness (1987)
- Warchild (1988)
- Feel My Pain (1998)
- Cessation of Hostilities (compilação com todos os três álbuns de estúdio Battlezone lançado + faixas demo de Children of Madness e uma nova faixa ao vivo, 2001)
- The Fight Goes On (boxset incluindo todos os três álbuns de estúdio do Battlezone, 2008)

### Com Killers a.k.a. Paul Di' Anno & Killers
- Murder One (1992)
- South American Assault Live (1994)
- Menace to Society (1994)
- Live (1997)
- New Live & Rare (1998)
- Killers Live at the Whiskey (2001)
- Screaming Blue Murder – The Very Best of Paul Di'Anno's Killers (2002)

### Com Gogmagog
- I Will Be There EP (1985)

### Com Dennis Stratton
- The Original Iron Men (1995)
- The Original Iron Men 2 (1996)
- Hard As Iron (compilação) (1996)

### Com Praying Mantis & Paul Di'Anno, Dennis Stratton
- Live at Last (1991)

### Com The Almighty Inbredz
- The Almighty Inbredz (1999)

### Com Architects of Chaoz
- League of shadows (2015)

### Compilações
- Metal for Muthas (com Iron Maiden, 1980)
- Kaizoku (1989, música: "Danger on the Street II")
- All Stars Featuring The Best Of British Heavy Metal & Heavy Rock Musicians (1991, música: "She Is Danger")
- True Brits (1993)
- True Brits 2 (1994)
- True Brits 3 (1995)
- Rock Hard Hard Rock (1994, músicas: "No Repair" e "She Goes Down")
- X-Mas: The Metal Way (1994)
- Killer Voices (1995)
- Metal Monsters (1996)
- Metal Christmas a.k.a. The 21st Century Rock Christmas Album (1996)
- Hard ’n’ Heavy Rock (2001, música: "Lights Out")
- Wacken Rocks (2001, música: "Wrathchild") (ao vivo)
- Classic Rock, Classic Rockers (2002)
- Metal Masters – Killers (2005, música: "Killers")
- Rock Hard – Das Festival (2007, música: "Prowler") (ao vivo)

### Em álbuns de tributo
- In The Name Of Satan - A Tribute To Venom (1998, música: "Black Metal", com participação do Killers)
- 666 The Number One Beast – tributo ao Iron Maiden (1999)
- 666 The Number One Beast Volume 2 – tributo ao Iron Maiden (1999)
- The Maiden Years – tributo ao Iron Maiden (2000)
- Gimme All Your Top – tributo ao ZZ Top (2000, música: "Sleeping Bag")
- The Boys are Back – tributo ao Thin Lizzy (2000, música: "Killer on the Loose")
- Only UFO Can Rock Me – tributo ao UFO (2001, música: Shoot Shoot)
- Another Hair of the Dog – tributo ao Nazareth (2001, músicas: "Hair Of The Dog" and "Broken Down Angel")
- Hangar de Almas: Tributo ao Megadeth (2005, música: "Symphony Of Destruction")
- Numbers from the Beast – An All Stars Tribute to Iron Maiden (2005, música: "Wrathchild")
- World's Greatest Metal – tributo ao Led Zeppelin (2006, música: "Kashmir")
- An '80s Metal Tribute to Van Halen (2006, música: "Ain't Talkin' 'Bout Love")
- A Tribute to The Rolling Stones (2007, músicas: "I Wanna Be Your Man" e "Jumpin' Jack Flash")
- Top Musicians Play The Rolling Stones (2010, música: "Paint It Black")
- Thriller – A Metal Tribute To Michael Jackson (2013, música: "Bad")
- Tribute to Rod Stewart and The Faces II (2015, músicas: "Hot Legs" e "Cindy Incidentally")

### Como artista convidado
- English Steel: Start 'em young (1993, música: "She goes down")
- English Steel: Lucky Streak Vol. II (1994, músicas: "Danger", "Dirty")
- Aciarium: The Heavy Metal Superstars (1996)
- Re-Vision: Longevity (2001) (música: "Larvae")
- Spearfish: Back, for the Future (2003) (música: "Justice In Ontario")
- Destruction: Inventor of Evil (2005) (música: "The Alliance of Hellhoundz")
- Michael Schenker Group: Heavy Hitters (2005) (música: "Hair Of The Dog")
- Ira: Gloria Eterna (2008) (música: "Marshall Lockjaw")
- Mantra: Building: Hell (2010) (música: "Master Of My Life")
- Attick Demons: Atlantis (2011, música: "Atlantis")
- Legions Of Crows: Stab Me (2011) (música: "Coventry Carol")
- Så Jävla Metal: The History of Swedish Hard Rock and Heavy Metal (filme de 2011) (música: "Så Jävla Metal")
- Wolfpakk: Wolfpakk (2011)[21] (Música: "The Crow")
- Prassein Aloga: Midas Touch (2011, músicas: "See the Bodies" e "Flesh of Life")[22]
- Layla Milou: Reborn (2012) (música: "You Own Control")
- Scelerata: The Sniper (2012) (vocais convidados, co-autoria, composição)
- Rushmore: Kingdom Of Demons (2013)
- Red Dragon Cartell: Wasted (2014)
- Hollywood Monsters: Big Trouble (2014, faixa bônus: "Fuck You All")
- Odium: The Science Of Dying (2014) (música: "Die With Pride")
- Maiden United: Remembrance (2015) (música: "Prowler")
- Mikael Fassberg: Lazy Sunday (2015)
- Coffee Overdrive: Rocket L(A)unch (2015) (música: "To The Top")
- United Artists Against Terrorism: Heroes (2016)
- Ibridoma: December (2016) (música: "I'm a Bully")
- Mikael Fassberg: All or Nothing (2017)
- AirForce (UK): Black Box Recordings Volume 2 (2018) (música: "Sniper")